# Veľké Chyndice
Veľké Chyndice es un municipio del distrito de Nitra en la región de Nitra, Eslovaquia, con una población estimada a final del año 2024 de 339 habitantes.
Se encuentra ubicado en el centro-oeste de la región, en el valle del río Nitra (cuenca hidrográfica del Danubio) y cerca de la frontera con la región de Trnava.

## Demografía
| Año        | 1994 | 2004    | 2014    | 2024    |
| ---------- | ---- | ------- | ------- | ------- |
| Población  | 367  | 342     | 319     | 339     |
| Diferencia |      | −6,81 % | −6,72 % | +6,26 % |

| Año        | 2023 | 2024    |
| ---------- | ---- | ------- |
| Población  | 344  | 339     |
| Diferencia |      | −1,45 % |